# Anti-Grain Geometry
Anti-Grain Geometry (AGG) jest silnikiem renderującym grafikę 2D dla systemów Unixopodobnych z X11, Microsoft Windows, OS X, AmigaOS, BeOS i systemie operacyjnym Haiku, który używa AGG w swoim systemie wyświetlania okien. 
Do wersji 2.4 był udostępniony na licencji BSD. Od wersji 2.5 jest udostępniony na licencji GNU General Public License 2 lub wyższej, jednak wersja 2.4 jest cały czas dostępna. 
Jest jednym z silników wykorzystywanych przez Gnash.